# Valentin Kiparsky
Valentin Kiparsky (* 4. Juli 1904 in St. Petersburg; † 18. Mai 1983 in Helsinki) war ein finnischer Slawist und Sprachwissenschaftler.
Kiparsky war ein Sohn des Mediziners René Kiparsky. Er kam nach der Oktoberrevolution mit seinen Eltern nach Helsinki. Nach dem Abitur studierte er zunächst in Helsinki und dann in Prag Slawistik. 1934 wurde er an der Universität Königsberg promoviert und arbeitete danach von 1935 bis 1938 in Lettland. Ab 1938 arbeitete er an der Universität Helsinki, wo er 1948 zum Professor ernannt wurde. 1958 wurde er als Nachfolger Max Vasmers an die Freie Universität Berlin berufen, 1963 von dort wieder nach Helsinki, wo er bis zu seiner Emeritierung im Jahr 1974 lehrte.
1977 wurde er mit der finnischen Auszeichnung Akademiker der Wissenschaft geehrt.
Sein Sohn ist der Linguist Paul Kiparsky.